# جاكالوب
جاكالوب (بالإنجليزية: Jackalope)‏ شخصية خيالية مبنية على أسطورة أرنب من فولكلور أمريكا الشمالية، ووفقاً للاسطورة هو أحد أرنب محارب موطنه الأصلي في أمريكا الشمالية. يتميز بقرون تشبه قرون الوعول والأيائل، وتحكي الاسطورة أنه انقرض منذ زمن، وأنه من نوع الأرانب التي تميل إلى العدوانية وعلى استعداد تام لاستخدام قرونه في القتال.
تقول الاسطورة ان ارنب الجاكالوب يمتلك قدرات خارقة في تقليد أصوات البشر والحيوانات في الغرب القديم، فحينما يكون هناك قطيع من الأبقار أو الأغنام يكون هذا الأرنب مختبئ بينها ويقوم بتقليد أصوات تلك الحيوانات كي يحمي نفسه ويبعد الشبهات عنه، وأول أرنب من هذا النوع شوهد في عام 1829، وكان يقتصر صيده في حزيران / يونيو، ويقتصر على ساعة في منتصف الليل، وهو أسرع بكثير من الفهد الصياد، وله أسنان ومخالب حادة جدا عكس باقي الأرانب العادية.
ولقد زعم الكثيرون أنه من الممكن حلب أنثى الجاكلوب أثناء نومها، وأن الحليب الذي تدره يمكن أن يدخل في صناعة عقاقير طبية، و ان القصص التي حيكت حول حيوان الجاكلوب قد تكون إحدى تداعيات إصابة بعض الأرانب بفيروس Shope Papilloma والذي ينجم عنه بروز أورام تتخذ شكل قرن الوعل في أنحاء عدة من جسم الأرنب.